# Ticengo
Ticengo (lombardul: Tisénch) település Olaszországban, Lombardia régióban, Cremona megyében. Lakosainak száma 420 fő (2023. január 1.). Ticengo Casaletto di Sopra, Cumignano sul Naviglio, Romanengo, Salvirola és Soncino községekkel határos.

## Népesség
A település lakossága az elmúlt években az alábbi módon változott:
| Lakosok száma | 449  | 443  | 431  | 420  |
|               | 2013 | 2017 | 2018 | 2023 |